# Nicolás Elías Mendoza
Nicolás Elías Mendoza Daza (Sabanas de Manuela, Caracolí, San Juan del Cesar, La Guajira, 15 de abril de 1936 - Valledupar, Cesar, 27 de septiembre de 2003), conocido como "Colacho" Mendoza", fue un acordeonero colombiano de vallenato.

## Familia
Nació el 15 de abril de 1936 en la vereda Sabanas de Manuela, corregimiento de Caracolí, en San Juan del Cesar (La Guajira), en el hogar de Andrés Mendoza y Juana Daza.
En la década de 1950, Mendoza se asentó en Valledupar, Cesar, y contrajo matrimonio con Fanny Zuleta.
Sus hijos son el acordeonero Wilber, Francisco, Ensueño, Adenir, Ricardo Elías, Ignacio y Julio Andrés Mendoza.

## Trayectoria
Nació en una pequeña aldea al norte de Colombia llamada Sabanas de Manuela, la cual hace parte del corregimiento de Caracolí, jurisdicción del municipio de San Juan del Cesar y ubicada a orillas del río Ranchería, en el departamento de  La Guajira.
Mendoza llegó a Valledupar de la mano de reconocidos parranderos de la región quienes degustaban de las notas del acordeón. Entre parranderos frecuentaban el ganadero Armando Pavajeau, Rafael Escalona, Adán Montero y Cirino Castilla. Pavajeau fue el encargado de montar una de estas parrandas en el Club Valledupar, club de alta sociedad donde la música vallenata había sido prohibida, lo que le valió su expulsión.

### Rey Vallenato
Es considerado uno de los mejores acordeoneros de todos los tiempos en la música vallenata por su extensa trayectoria como Rey Vallenata, Rey de Reyes del Festival y haber grabado con los más reconocidos intérpretes del género.
Fue "Rey Vallenato", categoría "Acordeón Profesional" del Festival de la Leyenda Vallenata en 1969 y primer "Rey de Reyes" en 1987, duelo que le ganó a otro gran acordeonero, Alejandro Durán.

### Producciones musicales
Mendoza fue compañero del cantante Poncho Zuleta en dos grabaciones; un album titulado Cuando el tigre está en la cueva en 1969 y otro titulado "Una voz y un acordeon" en 1975.
Luego fue acordeonero del cantante Jorge Oñate entre 1975 y 1978 con quien grabó cinco producciones musicales. Con el cantautor Diomedes Díaz hizo conformó pareja musical entre 1979 y 1984.
"Colacho" también realizó producciones musicales al lado de Silvio Brito, Pedro García, Ivo Díaz y Rafael Santos Díaz.

## Muerte
"Colacho" Mendoza falleció en Valledupar a las 11:20 de la mañana del sábado, 27 de septiembre de 2003 y a los 67 años de edad, a causa de una afección cardíaca después de sufrir un accidente de tránsito. El miércoles anterior había sufrido un ataque cardiaco.

## Discografía
- 1962: Los cantos vallenatos de Escalona
- 1969: Cuando el tigre está en la cueva
- 1975: Los Dos Amigos
- 1976: Campesino Parrandero
- 1977: Únicos
- 1978: Silencio
- 1978: En la cumbre
- 1979: Los profesionales
- 1980: Para mi fanaticada
- 1980: Tu serenata
- 1981: Con mucho estilo
- 1982: Todo es para ti
- 1983: Cantando
- 1984: El mundo
- 1992: Maestría de triunfadores
- 1993: Dame tu alma
- 1994: Señor Colacho Mendoza
- 1995: Vallenatos clásicos e inéditos
- 1996: Colección Nuevo Milenio
- 1997: Vida y cantos de Rafael Escalona
- 1997: 100 años del vallenato.[4][5]
- 1998: Colacho Mendoza & Ivo Díaz en parranda vallenata
- 1999: 20 clásicos vallenatos

## Composiciones
- Alma Enamorada: grabada por Peter Manjarrés & Sergio Luis Rodríguez en el álbum El papá de los amores (2007).